# Primo Levi
 For alternative betydninger, se Primo Levi (flertydig). (Se også artikler, som begynder med Primo Levi)
Primo Levi (født 31. juli 1919 i Torino, død 11. april 1987 sammesteds) var en italiensk forfatter og kemiker.
Levi, der var jøde, sad under 2. verdenskrig i Monowitz, en underlejr til koncentrationslejren Auschwitz, fra februar 1944 til lejren blev befriet af Den Røde Hær i januar 1945.  Primo Levi har skrevet erindringer, romaner, noveller og digte. I sine bøger kredser han især om det menneskeliges overlevelse under de frygteligste fysiske og mentale strabadser og fornedrelser med baggrund i sine oplevelser i kz-lejren og den efterfølgende lange vandring gennem Østeuropa til hjemlandet. Levi døde i 1987 kort tid efter udgivelsen af sin sidste bog, da han faldt ned af trapperne i det hus, hvor han boede. Det er omdiskuteret, om det var selvmord eller ej.
Han er bedst kendt for værkerne om sit fangenskab i koncentrationslejren Auschwitz. Dette ophold skildrer han i sin bedst kendte bog Hvis dette er et menneske (originaltitel Se questo è un uomo) fra 1947. Bogen viser, hvordan udryddelseslejren fratager fangerne deres menneskelighed, og den går længere end anden litteratur om emnet med at vise, hvor total nedbrydningen er. Bogen er skrevet i et helt usentimentalt sprog. Billederne og historierne taler for sig selv, og Levi gør heller ingen forsøg på forklaring eller forsoning.